# Michel Pisseux
Michel, dit Pisseux, aussi appelé Michel Pisseux ou Michel Lepisseux, probablement né en 1794 à La Courtille et mort en 1869, est un maître d'armes et entraîneur de savate (ou boxe française) et de canne de combat. Il est à l'origine de l'ouverture de la première salle officielle de savate, vers 1825 à la Courtille, et le premier à avoir enseigné cette discipline.
Il est dépeint, dans le roman d'Edmond d'Alton-Shée de Lignières Les Mémoires du vicomte d'Aulnis paru en 1868, sous le nom de Michel Casseux.

## Biographie

### Élements biographiques
L'état civil de Michel, dit Pisseux n'est pas connu. Un journaliste de La Mode affirme en 1831 qu'il s'appelle Michel Lepisseux et ajoute : « c'est son nom, je n'y puis rien, et je vous jure, très-élégantes lectrices, que ce n'est pas ma faute s'il ne s'appelle pas autrement »,. En 1834, le professeur de savate signe lui-même, dans le même journal, une tribune sous le nom de « Michel-Barrabas Lep..... ». 
Il apparaît sous la mention « Michel dit Pisseux » dans les éditions 1839 à 1841 de l'Almanach général des commerçans de Paris, à la rubrique Professeurs d'escrime, avec deux adresses : le 32, rue des Martyrs, et le 60, rue Coquenard concernant la salle où il enseigne. Les annuaires de 1848 à 1861 le mentionnent comme « Michel, maître d'escrime », au 10 puis au 16 rue Buffaut,, puis au 48 rue des Martyrs, enfin 1 rue Mairie-Montmartre .
Un article de 1831 le dit libéral et lecteur du journal Le Constitutionnel, et évoque sa femme.

### Parcours
Dans le chapitre de La Boxe française historique et biographique qu'il lui consacre en 1899, le savateur Joseph Charlemont écrit :

« Ce professeur célèbre connu sous les noms bizarres de Michel dit Pisseux, était né à la Courtille en 1794 ; fils de boulanger et boulanger lui-même, il habitait ce quartier. A cette époque, il y avait, dans les barrières de Paris, de nombreux établissements : cabarets, bals et bouges fréquentés par une population de bas étage des plus à craindre ; on s'y battait constamment et il fallait avoir bons poings, bons pieds et bons yeux, avec cela du courage et surtout de l'audace pour s'aventurer dans un milieu aussi dangereux. Michel Pisseux était un de ceux qui ne craignaient pas de fréquenter ces lieux si dangereux pour les gens paisibles et honnêtes. Il devint même la terreur de ce quartier. [...] Quoique habitué qu'il était au milieu de ces gens batailleurs et de mauvais aloi, craint et très redouté dans le quartier de la Courtille, il était d'un caractère très doux et n'aimait ni les disputes ni les batteries, il les évitait le plus souvent qu'il pouvait. »

Dans Les Mémoires du vicomte d'Aulnis parus en 1868, Edmond d'Alton-Shée le renomme Michel Casseux et le décrit ainsi, dans une scène datée de 1830 : « avec un visage terne et marqué de petite vérole, des yeux gris pleins de ruse, [il] pouvait avoir 36 ans. Ses membres étaient longs et osseux, ses grandes mains et ses doigts noueux semblaient avoir la dureté du bois. Ses gestes rapides et désarticulés rappelaient les mouvements de l'ancien télégraphe. Il portait une veste et un large pantalon en drap brun, une casquette d'où pendait sur le côté un énorme gland. »
Maîtrisant l'art du combat, Michel Pisseux, surnommé « la Terreur de la Courtille », ouvre vers 1825 sa propre salle, la première du genre, et devient professeur de savate. Il s'installe plus tard dans un quartier moins malfamé, au 10 rue Buffault, touchant désormais une clientèle plus huppée. On cite comme ayant été ses élèves le dessinateur Paul Gavarni, le duc d’Orléans, Lord Henry Seymour, fondateur du Jockey Club, ou encore Théophile Gautier. Ce dernier affirma que « la boxe française est une science profonde qui exige beaucoup de sang-froid, de calcul, d'agilité, de force. C'est le plus beau développement de la vigueur humaine, une lutte sans autres armes que les armes naturelles où l'on ne peut être pris au dépourvu. » Michel Pisseux a aussi formé Charles Lecour qui ouvre à son tour une salle d’entraînement en 1832.
En 1842, Théophile Gautier fait paraître Le Maître de chausson, un petit traité sur la savate, dans lequel il cite le nom de Michel Pisseux,. Dans Le Charivari , on lit que la brochure a été rédigée par Gautier « sous la dictée du grand Michel Pisseux ».

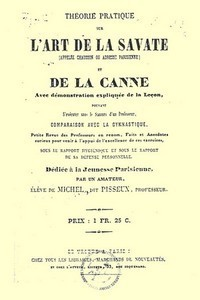
Anonyme, Théorie pratique sur l'art de la savate (appelée chausson ou adresse parisienne) et de la canne, avec démonstration expliquée de la leçon..., Paris, 1843

L'année 1843 marque un point d'orgue dans la notoriété du maître d'armes : « un amateur, élève de Michel, dit Pisseux, professeur » publie une brochure intitulée Théorie pratique sur l'art de la savate, première codification et recensement des techniques de combats de rue et de luttes paysannes françaises. Si la brochure ne peut être attribuée avec certitude à Michel Pisseux, Joseph Charlemont indique, dans son Art de la boxe et de la canne, qu'elle a été écrite « sous son inspiration ». La même année, Le Charivari publie quatre lithographies de Paul Gavarni — tirées d'une série intitulée L'Éloquence de la chair — dont trois représentent la salle de Michel Pisseux,,. Un des dessins figure notamment un maître d'armes face à son élève, avec sur le mur l'inscription  « vive Michel 1er ! ». Selon une brève parue en 1869 dans le journal Le Lorgnon du journaliste Aurélien Scholl, le professeur représenté serait Pisseux lui-même. Sur la quatrième lithographie, une affiche placardée dans la rue indique : « (Fb. Montmartre) (r)ue Buffault, 10. Michel (dit Pisseux) maître de danses (e)ntrepreneur de tournées, roulées, suées brûlées, trempées, tripotées, trépignées, tient magasin de gifles, calotes, gnons, torgnoles et poche-œils (bon teint), tient tours de reins, coups de triques et coup de pieds n'import'où et renfoncemens soignés, grand assortiment de saignées, balaf(r)es, estafilades, coups de manchettes et boutonnières. Le tout garanti et franco de port ». Dans leur biographie de Gavarni, les frères Goncourt affirment eux aussi que Pisseux, « petit homme trapu à la mouche noire », est bien l'homme que le caricaturiste a dessiné à plusieurs reprises. En 1843 toujours, une gravure intitulée Chez Pisseux illustre le chapitre consacré au sport dans Petites Misères de la vie humaine, publié par le journaliste Paul-Émile Daurand-Forgues et illustré par Grandville.
Michel Pisseux est recensé comme professeur de canne et maître d'escrime jusqu'au début des années 1860. En 1864, devenu miséreux, il habite dans une petite maison à Montmartre et vit de l'aumône de certains de ses anciens élèves, comme Gavarni qui le soutient jusqu'à sa mort en 1866. Michel Pisseux meurt quelques années plus tard, à l'âge de 75 ans, totalement oublié.